# النسوية في أمريكا اللاتينية
تُعد النسويّة في أمريكا اللاتينية مجموعة من الحركات التي تهدف إلى تحديد، وترسيخ، وتحقيق المساواة السياسية، والاقتصادية، والثقافية، والشخصية، والاجتماعية للمرأة في أمريكا اللاتينية، يشمل ذلك السعي نحو تهيئة فرص متكافئة للمرأة في مجاليّ التعليم والعمل. يُطلق على هؤلاء الذين يمارسون الحركة النسويّة عبر الدعوة لحقوق المرأة والمساواة أو دعمها اسم النسويون أو النسويّات.
تواجدت الحركة النسوية في أمريكا اللاتينية على مدى قرون من الاستعمار، ونقل العبيد من أفريقيا وإخضاعهم، وسوء معاملة السكان الأصليين. يُمكن تتبّع أصل النسويّة في أمريكا اللاتينية وصولًا إلى الحركات الاجتماعية في ستينيات وسبعينيات القرن العشرين، حيث تشمل حركة تحرير المرأة، ولكن قد توسّعت الأفكار النسوية السابقة قبل أن يكون هناك سجلات مكتوبة. ومع انتشارها في مناطق مختلفة في أمريكا اللاتينية ومنطقة الكاريبي، فإن تعريف الحركة النسوية يختلف من مجموعة إلى أخرى حيث كان هناك مشاركات ثقافية، وسياسية، واجتماعية. ساهمت خمسة عوامل رئيسية في نشوء الحركة النسوية في أمريكا اللاتينية. وقد قيل إن نشأة الثورة النسويّة في أمريكا اللاتينية بدأت في أواخر القرن الثامن عشر مع امرأتين، إحداهما في الإكوادور والأخرى في الأرجنتين.
لم يكن للمرأة -قبل نشوء مثل هذه الحركات- أي حقوق بعد الاستعمار. لكن بالرغم من ذلك، أُتيحت للنساء اللواتي ينتمين إلى أسر أكثر ثراءً، فرص أكبر للتعليم. عادت الحركة النسوية إلى النشاط مجددًا في عشرينيات القرن العشرين، وتحركت نحو إحداث تغييرات على الأصعدة السياسية والتعليمية لحقوق المرأة. وفي الفترة ما بين الثلاثينيات والخمسينيات من القرن العشرين، قامت مجموعة من السيدات من إقليم بورتوريكو، بتأسيس ما يُعرف في يومنا هذا باسم الحركة النسوية في أمريكا اللاتينية. شملت هذه الحركات تأسيس صناعة الإبر كأعمال الخياطة في المصانع. ثم في الستينيات من القرن العشرين، تغيرت الحركة لتدافع عن الحقوق الجسدية والاقتصادية للمرأة. كان سقوط الحركة في سبعينيات القرن العشرين، عائدًا إلى الليبرالية التي تتبع مبدأ عدم التدخل، والتي اقترنت باقتصاد السوق الرأسمالي. بعد سقوط الليبرالية الجديدة، رافقت ثمانينيات القرن العشرين اندفاع الحركة النسوية نحو الحقوق السياسية. كما بدأت الثمانينيات في إلقاء الضوء على موضوع العنف المنزلي. وقد قطعت التسعينيات شوطًا واسعًا نحو تحقيق المساواة القانونية للمرأة. في مجتمعاتنا الحالية، قُسّمت الحركة النسوية في أمريكا اللاتينية إلى فئات فرعية متعددة، إما على أساس عِرقيّ أو على أساس الوعي بالموضوع.

## نظرية الحركة النسويّة في أمريكا اللاتينيّة
كون أن النظرية النسوية غالبًا ما تعتمد على الأعمال الأدبية الغربية بدلًا من الخبرات الشخصية، فإن نظرية الحركة النسوية في أمريكا اللاتينية تُشكّل تنظيمًا ظهر مؤخرًا فقط من أجل إضفاء الشرعية على المرأة اللاتينية خلال الوقائع المحيطة التي تتمحور حول أوروبا. ومن المعروف أن منظري الحركة النسوية في أمريكا اللاتينية لا يحصلون على مصادرهم من البلدان الغربية فحسب، بل وأيضًا من تاريخ أمريكا اللاتينية، والبيانات الشخصية، والأبحاث في مجال العلوم الاجتماعية. وهناك جدال معروف باسم «الامتياز المعرفي»؛ (يُعرف الشخص الذي يتمتّع بالامتياز المعرفي بأنه الذي يملك المعرفة أو الخبرة المباشرة في موضوع معين، كأن تعرف المرأة على سبيل المثال ماهي القضايا التي تؤثر عليها أكثر مما قد يُدركه الرجل)، بالنظر إلى كيفية تمتّع الفيلسوفات النسويات ذوات الأصل اللاتيني بامتياز المعرفة الثقافية والاقتصادية والتي من شأنها أن تُبعدها عن الظروف المعيشية التي تعيش فيها غالبية النساء في أمريكا اللاتينية؛ جادلت الفيلسوفة النسوية أوفيليا سكوت بأن: «تتطلّب الفلسفة النسوية وجود موطنٍ لنظرية نسوية أكثر اتساعًا في أمريكا اللاتينية، وبعيدًا عن قيود الفلسفة في أمريكا اللاتينية».
ونظرًا لكون أمريكا اللاتينية منطقة شاسعة، فإن تنوع هذه النظرية النسوية من الممكن أن يجعل أمر تحديد سماتها أمرًا صعبًا للغاية. ومع ذلك، برز لدينا العديد من منظري الحركة النسوية اللاتينية مثل: روس توبر، وَأوفيليا شخوته، وغلوريا أنزالدوا. ولقد تناولت المنظّرة النسوية في أمريكا اللاتينية ماريا لوجونس العنصرية العرقية، وثنائية اللغة، والتعددية الثقافية، و«ربط سجلات العناوين». تستعير العديد م النسويّات اللاتينيات المفاهيم التي وضعتها لوجونس؛ مثل «دور اللغة، والأجساد، والأشياء، والأماكن»، وقد تناولت غراسيلا هيرو المولودة في عام 1928 في المكسيك، موضوع «الأخلاقيات النسوية، ودور الحركة النسوية في الأماكن العامة والأكاديمية».

## الأسباب
هناك إجماع قوي إلى حد ما بين الأكاديميين والناشطين على أن مشاركة المرأة في الحركات اليسارية كانت إحدى الأسباب الرئيسية لتطور الحركة النسوية في أمريكا اللاتينية. غير أن بعض بلدان أمريكا اللاتينية تمكّنت من الحصول على الحقوق القانونية للمرأة في الأحزاب اليمينية، في البيئة المحافظة. تناقش جولي شاين أن هناك خمسة عوامل ساهمت في ظهور الحركة النسوية الثورية:
- أظهرت التجربة في الحركات الثورية تحديًا لفهم الوضع الراهن للسلوك القائم على أساس الجنس.
- التدريب اللوجستي.
- انفتاح سياسي.
- الاحتياجات الأساسية غير المحققة للحركات الثورية.
- الوعي النسوي الجماعي.

## تاريخ وتطوّر الحركة النسوية في أمريكا اللاتينية

### أواخر القرن الثامن عشر
على الرغم من أن مصطلح «النسويّة» لم يكن يُستخدَم لوصف المدافعين عن حقوق المرأة قبل تسعينيات القرن التاسع عشر، إلا أن أغلبية نساء ذلك القرن، كُنَّ من نخبة المجتمع أو من الطبقة المتوسطة، حاولنَ تحدي المعايير السائدة فيما يتعلق بنوع الجنس.
ولدت مانويلا ساينز عام 1797 في كويتو (المعروفة في يومنا هذا بالإكوادور)، كانت «المُمَهدة للحركة النسوية وتحرير المرأة». لقد مجَّد التاريخ مانويلا ساينز وحطّ من قدرها في الوقت نفسه -بسبب علاقتها مع سيمون بوليفار، وبسبب اتهامها بأنها حاولت التأثير بالمعايير المتعلقة بالنوع الجنسي دعمًا لنفسها ومصالحها السياسية فقط-. وباعتبارها من أوائل المؤيدين لقضية الاستقلال، فقد تجسست على الملوك الإسبان، وعقدت اجتماعات فكرية أُطلق عليها مسمى «الصالونات».
دعت خوانا مانويلا غوريتي، الصحفية والكاتبة الأرجنتينية المولودة في عام 1818، إلى منح المرأة حقوقًا أكبر، وحرّرت أعمالًا أدبية مع أنصار المرأة الذين كانوا «رومانسيين وسياسيين» على حد سواء، كانت غوريتي، تقيم اجتماعات صالونات فكريّة للأدباء والأديبات، شأنها في ذلك شأن ساينز، كان من بينهم «كلوريندا ماتو دو تيرنر» وهي روائية متعاطفة مع الهنود وناقدة للكهنوت في البيرو. كما عملت غوريتي مع تيريزا غونزاليس، الكاتبة المتفانية والتي أدارت مدرسة للفتيات ودَعت إلى تعليم النساء.

### بداية القرن التاسع عشر وحتّى العشرينيات منه
كان هناك ثلاثة مجالات رئيسية لمناقشات الحركات النسوية في النصف الأخير من القرن التاسع عشر: حق الاقتراع، وضمان قوانين العمل، والحصول على التعليم. أُقيم أول اجتماع لمنظمة المؤتمرات النسوية الدولية (عن قضية المساواة) في الأرجنتين عام 1910، وكان الاجتماع الثاني لهم في عام 1916 في المكسيك.
شهدت أُولى سنوات القرن العشرين بروز العديد من النساء، مثل أليدا مارش، اللاتي كسبن مكانة أثناء ثورات المكسيك وكوبا ونيكاراغوا. وبالإضافة إلى ذلك، كان إميليو روبلز، المولود في عام 1889، رجلًا بارزًا في جيش الفلاحين وفي اتحاد المحاربين القدامى خلال فترة الثورة، والذي يُعتبَر وفقًا لمعايير الولايات المتحدة الحديثة رجلًا متحولًا.
كانت جابرييلا ميسترال، وهي شخصية عالمية بارزة ولدت خلال هذه الفترة، فازت بجائزة نوبل عام 1945 في الأدب، أصبحت صوتًا للنساء في أمريكا اللاتينية. فقد أيّدت المعايير المحافظة في التعامل مع قضايا الجنسين، حتى أنها في مرحلة ما قالت: «إن الحس الوطني الكامل لدى النساء يُشكّل الأمومة المثالية»، وأنها كمُعلمة «متزوّجة» للدولة. ومع ذلك، يؤكد المنظرون النسويون أن تجاربها الشخصية تتعارض مع لغتها، لأنها لم تتزوج من قبل أبدًا، وأنها كانت ذات مظهر «ذكوري»، وبسبب علاقاتها الشخصية الوثيقة مع النساء تشير إلى أنها ربما كانت في الواقع سحاقية.

### ثلاثينيات القرن العشرين وحتى الخمسينيات
كانت ثلاثينيات، وأربعينيات، وخمسينيات القرن العشرين حافلة بأنصار الحركة النسوية ذوات الأصل اللاتيني اللواتي كنّ رائدات في الحركة النسوية الحالية في أمريكا اللاتينية. وكان ذلك بداية الحركة المطالبة بحقوق المرأة في الاقتراع للعديد من نساء أمريكا اللاتينية. كانت أول امرأة منتخبة في أي عاصمة كبرى في الأمريكيتين.